# Ezio Leonetti
Ezio Leonetti (* 15. Oktober 2002 in Turin, Italien) ist ein albanischer Skirennläufer italienischer Abstammung.

## Karriere
Leonetti gab sein internationales Renndebüt am 6. Dezember 2018 in Santa Caterina bei einem Juniorenrennen. Sein erstes internationales Großereignis bestritt er zwei Monate später im Februar 2019 beim Europäischen Olympischen Winter-Jugendfestival in Sarajevo, wo er den 54. Platz im Slalom belegte.
Im darauffolgenden Jahr erreichte Leonetti bei den Olympischen Jugend-Winterspielen in Lausanne den 35. Rang in der Alpinen Kombination.
2021 nahm er erstmals an einer Alpinen Skiweltmeisterschaft teil. Bei den Wettkämpfen in Cortina d’Ampezzo konnte er sich im Riesenslalom auf Rang 64 klassieren.
Sein bisher letztes internationales Rennen bestritt Leonetti am 21. Dezember 2021 am Kronplatz. Seitdem ist er als Rennläufer nicht mehr in Erscheinung getreten.

## Erfolge

### Weltmeisterschaften
- Cortina d’Ampezzo 2021: 64. Riesenslalom, DNQ Slalom

### Juniorenweltmeisterschaften
- Val di Fassa 2019: 64. Super-G, 74. Riesenslalom, DNF Slalom, DNF Alpine Kombination

### Olympische Jugend-Winterspielen
- Lausanne 2020: 35. Alpine Kombination, 42. Riesenslalom, 48. Super-G, DNF Slalom

### Europäisches Olympisches Winter-Jugendfestival
- Sarajevo 2019: 54. Slalom, 61. Riesenslalom

### Weitere Erfolge
- Eine Platzierung unter den besten 10 bei einem FIS-Rennen